# Anoplodactylus brevicollis
Anoplodactylus brevicollis is een zeespin uit de familie Phoxichilidiidae. De soort behoort tot het geslacht Anoplodactylus. Anoplodactylus brevicollis werd in 1908 voor het eerst wetenschappelijk beschreven door Loman. 